# Ihan Haydar
Ihan Haydar (født 11. april 1993) er en trommeslager og percussionist fra Næstved af irakisk oprindelse. Medlem af bandet L.I.G.A. Hun er tidligere medlem af Soluna Samays band, da hun vandt det danske Melodi Grand Prix i 2012, og var med, da Samay repræsenterede Danmark ved Eurovision Song Contest 2012 i Baku med sangen “Should've Known Better". Senere i 2022 vandt Ihan Dansk Melodi Grand Prix sammen med bandet Reddi og efterfølgende repræsenterede Danmark ved Eurovision Song Contest 2022 i Torino.